# Libnetpbm
Libnetpbm é uma biblioteca para programação em C, que possui funcionalidade para leitura, escrita, e manipulação de imagens Netpbm. Contém também algumas ferramentas básicas de manipulação gráfica, mas o objectivo desta biblioteca não é ser uma biblioteca de ferramentas gráficas, pois para esse efeito existem os programas Netpbm. 

## Funções
- Funções PBM, PGM e PPM que têm nomes que começam com as respectivas siglas e trabalham apenas com imagens do próprio formato
- Funções PNM que têm nomes que começam com PNM e trabalham com imagens PBM, PGM e PPM
- Funções PAM, que também têm nomes iniciados por PNM e trabalham com todos os tipos de imagem Netpbm
- Funções PM que são funções utilitárias que não se destinam a nenhum formato específico de imagem

A Libnetpbm tem um recurso de compatibilidade que permite que uma função concebida para ler um determinado formato, leia outros também, fazendo uma conversão durante o processo de leitura. 
Caso particular: uma função que lê uma imagem PGM, irá ler uma imagem PBM também, mas devido à conversão, esta imagem será considerada PGM a nível de programação. Do mesmo modo, uma função que lê PPM pode ler PBM e PGM também. E uma função que lê PBM, PGM ou PPM pode ler um PAM.